# 로버트 칠더스 (작가)
로버트 어스킨 차일더스(Robert Erskine Childers 1870년 6월 25일~1922년 11월 24일)는《Riddle of the Sands》의 저자이며 전 영국 의회의 서기이자 아일랜드 대표단의 수행원들 중 하나이다. 부친은 로버트 시저 칠더스이다.